# Karla Gómez
Karla Gómez Ramírez (San José, 29 de mayo de 1977) es una actriz y conductora costarricense radicada en México. Es conocida por ser la conductora titular del programa Es de noche y ya llegué junto a René Franco de la empresa Televisa.
Además es egresada del CEA de Televisa y ha incursionado en el ámbito de la actuación en algunos melodramas con participaciones especiales y más de con el productor Juan Osorio.

## Filmografía

### Televisión
- El Ángel de Aurora (2024) …. Elvia
- Fuego ardiente (2021) .... Paula Legaspi[5][6]
- Vecinos (2020) .... Ariadna
- Soltero con hijas (2019) .... Cristina Contreras Alarcón de Paz
- Mi marido tiene más familia (2018) .... Ariana
- Es de noche... ¡y ya llegué! (2010-2017) .... Ella misma de conductora
- Mi corazón es tuyo (2014-2015) .... Estefanía Diez de Lascuráin[7]
- Cuenta pendiente (2014) .... invitada especial